# 파블로 밀라네스
파블로 밀라네스(스페인어: Pablo Milanés, 1943년 4월 24일 ~ 2022년 11월 22일)는 쿠바의 싱어송라이터 겸 기타리스트이다. 그는 실비오 로드리게스, 노엘 니콜라와 함께 쿠바 누에바 트로바의 창시자 중 한 사람이다. 트로바, 손 쿠바노, 그리고 20세기 초 쿠바 음악의 다른 전통적인 스타일에서 유래된 그의 음악은 그를 실비오 로드리게스의 스타일과 차별화시켰다.

## 생애
파빌리토로 널리 알려진 파블로 밀라네스는 1950년 가족과 함께 바야모에서 아바나로 이주했다. 그는 당시 이 나라에서 가장 권위 있는 음악학교인 컨버토리오 시립 드 라 하바나에서 공부했다. 그의 첫 공연은 1956년이었다. 15세까지, 그는 아바나의 "보헤미안" 음악계에서 활동했고, 소위 "필린" 음악가들과 관련이 있었다.
쿠바 혁명을 지지했지만 1965년 카마궤이에 있는 UMAP 농업 강제노동수용소로 보내졌다. 1967년 그는 탈출하여 아바나로 도망쳐 노동 진영의 부당함을 규탄하였다. 이로 인해 처음에는 아바나의 18세기 요새인 라 카바냐에 두 달 동안 수감되었다가 잠시 수용소에 수감되었다. 국제사회의 압박으로 수용소가 폐쇄되자 석방된 것이다.
1969년에는 젊은 음악가들의 반신반의 그룹인 그뤼포 데 익스페러메이션 소노라에 소속되어 활동하게 되었는데, 이들 중 다수는 1968년 2월 18일 파블로, 실비오 로드리게스, 노엘 니콜라의 연주회로 운동을 시작하였다. 1980년대 후반까지 누에바 트로바는 쿠바 혁명의 비공식적인 음악 스타일이었다.
그는 2004년부터 스페인 비고에서 스페인 부인과 두 아들과 함께 살고 있다. 2014년에는 아내가 기증한 장기를 기증받아 신장 이식을 받았다.
스페인으로 이전한 이후, 밀라네스는 쿠바 혁명에 헌신하고 있지만 쿠바 정부의 일부 측면에 대해 공개적으로 비판적이었다. 혁명의 실패에 대해 공개적으로 말하려는 그의 의지는 실비오 로드리게스와의 관계를 긴장시켰다. 최근에는 친정부 캠페인에 참여하지 않고 있다.